# کیانگ وا چانگ
کیانگ وا چانگ (کره‌ای: 정경화؛ زادهٔ ۲۶ مارس ۱۹۴۸) یک موسیقی‌دان و نوازندهٔ مشهور ویولن اهل کره جنوبی است.
وی نواختن پیانو را از ۴ سالگی و نواختن ویولن را از ۷ سالگی شروع کرد و در سن ۹ سالگی به عنوان یک کودک نابغه در نوازندگی شهرت یافت و کنسرتو ویولن (مندلسون) را «ارکستر فیلارمونیک سئول» اجرا نمود. او در سن ۱۳ سالگی به ایالات متحده آمریکا رفت و همچون خواهر فلوت‌نواز خود جهت ادامهٔ تحصیل به مدرسه جولیارد وارد شد و زیر نظر استادش ایوان گالامیان به فراگیری حرفه‌ای‌تر ویولن ادامه داد. 
او با ارکستر سمفونیک شیکاگو، فیلارمونیک نیویورک، ارکستر فیلادلفیا و ارکستر سمفونیک لندن همکاری داشته‌است.